# Favorite Nightmare
Favorite Nightmare is een nummer van de Nederlandse singer-songwriter Blanks uit 2020. Het is de eerste single van zijn debuut-EP Cheap Sodas and Ice Cream Kisses.
In "Favorite Nightmare" zingt de liedverteller over een relatie die niet werkt, maar waar hij toch steeds weer naar verlangt. De plaat is mede door Blanks zijn Instagramvolgers tot stand gekomen. Het nummer genoot enige airplay op Nederlandse radiostations, maar bereikte de hitparades niet.

## Tracklijst
Muziekdownload
1. "Favorite Nightmare" - 2:55